# Rainbow (榎本温子のアルバム)
『Rainbow』（レインボー）は、声優・榎本温子のミニアルバム。2004年9月15日にHiBOOMから発売された。

## 概要
3曲目の「feel」と5曲目の「To Rainbow」は、月光恵亮等を手掛けるJoey Carboneが作詞を担当している。

## 収録曲
1. Mermaid Kiss [3:49]
作詞：Kaito、作曲：O.jimi、編曲：You Sudou
2. others [4:58]
作詞：Hiromi Ishizuka、作曲：Goro Matsui、編曲：You Sudou
3. feel  [3:52]
作詞：Joey Carbone・Anthony Mazza・Ron Harris、作曲：O.jimi、編曲：You Sudou
4. pink  [3:33]
作詞：Kaito、作曲：O.jimi、編曲：You Sudou
5. To Rainbow  [4:29]
作詞：Joey Carbone・Steaven Lee、作曲：O.jimi、編曲：You Sudou
6. Kiss good night [3:51]
作詞・作曲：O.jimi、編曲：You Sudou
7. Kiss good night（Remix） [4:47]
作詞・作曲：O.jimi、編曲：TAK